# Muncho Lake
Der Muncho Lake ist ein 15 km² großer Gebirgssee im Norden von British Columbia in Kanada. Der Name des Sees entstammt der Sprache der Kaska-Indianer, muncho bedeutet in ihr so viel wie „großer See“. Sein Wasser besitzt eine jadegrüne Farbe, die es dem aus dem Gestein ausgewaschenen Kupferoxide verdankt.

## Lage
Der 820 m hoch gelegene Muncho Lake befindet sich in den Muskwa Ranges im Norden der kanadischen Rocky Mountains. Der langgestreckte in Nord-Süd-Richtung ausgerichtete 12,5 km lange See ist maximal 1,5 km breit. Der See besitzt eine maximale Wassertiefe von 223 m. Der Trout River durchfließt den See in nördlicher Richtung und entwässert diesen zum Liard River.
Der Muncho Lake liegt in dem nach ihm benannten Muncho Lake Provincial Park. Der Alaska Highway verläuft entlang seinem Ostufer (Meile 462 auf Highway 97).

## Fischfauna
Der Muncho Lake ist für seinen Fischreichtum bekannt. Zu den in ihm vorkommenden Fischarten gehören der Amerikanische Seesaibling (lake trout), die Stierforelle (bull trout), der Prosopium williamsoni (mountain whitefish), die Arktische Äsche (arctic grayling), der Catostomus commersonii (white sucker) und der Catostomus catostomus (longnose suckers).